# Carlos Antônio (político)
Carlos Antônio Araújo de Oliveira (Cajazeiras, 1 de fevereiro de 1963) é um médico e político brasileiro.
Ocupou, por dois mandatos consecutivos, o cargo de prefeito de sua cidade natal (2001—2008). Em 2010, concorreu a uma vaga de suplente de senador, na chapa encabeçada por Efraim Morais, ambos do DEM. Em 2012 foi candidato a prefeito de Cajazeiras, mas teve sua candidatura barrada pelo TSE, com base na "Lei da Ficha Limpa".
Atualmente é investigado pela Polícia Federal na Operação Andaime. De acordo com a delação premiada, feita por Francisco Justino, Carlos era o chefe do esquema de desvio e lavagem de dinheiro, que chegou a subtrair dos cofres públicos a quantia de 17 milhões de reais. Em 3 de março de 2017 o MPF o denunciou pelos crimes de organização criminosa e peculato.